# Sandra Arenas
Sandra Arenas (Pereira, 17 de setembro de 1993) é uma atleta colombiana da marcha atlética, medalhista olímpica e campeã pan-americana.
Em julho de 2012, Arenas conquistou a medalha de bronze na prova da marcha de 10 km no Campeonato Mundial Júnior de Atletismo de 2012 com um tempo de 45:44.46. Em Lima 2019, foi campeã da marcha de 20 km dos Jogos Pan-americanos.
Em Tóquio 2020, conquistou a medalha de prata na prova de 20 km marcha atlética com o tempo de 1:29:37.
Ficou em 4º lugar na marcha de 20 km em Paris 2024, estabelecendo novo recorde nacional colombiano com o tempo de 1:27:03.